# Alejandra Benítez
Alejandra Benítez   (Caracas, 7 de juliol de 1980) és una política, odontòloga i esgrimista olímpica veneçolana. Va ser Ministra del Poder Popular per a l'Esport de Veneçuela.

## Biografia
Va obtenir el títol d'odontòloga en el 2006 en la Universitat Central de Veneçuela. A més, ha estat model per a diversos diaris i revistes nacionals.
Durant la seva carrera esportiva ha obtingut nombrosos títols entre els més destacats estan: Campiona Mundial Junior per equips Dijon- França 99, bronze Campionat Mundial Junior per equips South Bend- USA 2000, Campiona Copa Mundial adult l'Havana 2005, bronze Copa mundial adult Koblenz- Alemanya 2008, Sub campiona Panamericana Sto. Domingo 2003 i Guadalajara 2011. Ha participat en els Jocs Olímpics de Atenes 2004, Pequín 2008 Londres 2012. i Jocs Olímpics de Rio de Janeiro 2016.
Benítez també fa vida dins de la política del seu país, va ser nomenada Diputada Suplent davant l'Assemblea Nacional per la regió cabdal fins a gener del 2016. El 21 d'abril de 2013, el president veneçolà Nicolás Maduro, en cadena nacional, va anunciar que Alejandra passaria a dirigir el Ministeri del Poder Popular per a l'Esport. finalitzant el seu període al gener del 2014.

## Vida personal
Alejandra es va casar amb l'Entrenador i Atleta amb múltiples rècords nacionals de Salt amb perxa Ricardo Díez Boza, fill del professor, entrenador de bàsquet i ExPresident de l'Institut Nacional d'Esports Francisco "Paco" Díez i Josefina Boza de Díez professora universitària. En l'actualitat estan separats i no se li coneix cap relació. És amant dels animals. La seva mascota "Matheo" és molt reconeguda a les xarxes socials.

## Treball social
La Fundació Benitez Ven és presidida per Benitez i té com a objectiu principal ajudar a joves promeses esportives, clubs i promocionar la pràctica esportiva en escoles, comunitats, caserius i zones de baixos recursos en tota Veneçuela, a més a través de donacions que rep d'empreses públiques, privades i persones naturals a Veneçuela i fora d'ella; permet que nens nenes i joves continuïn la pràctica esportiva amb el préstec i donació de material d'entrenament i competència.

## Diversitat de sexe
Alejandra Benitez és obertament una lluitadora pels drets de la comunitat LGBTI a Veneçuela i aquesta a favor del Matrimoni Igualitari o entre persones del mateix sexe

## Dona i esport
Actualment és part de la Unión Nacional de Mujeres UNAMUJER al seu país i lluita per la igualtat de condicions de les dones dins de l'esport.

## Partits polítics
Benitez és membre activa del Partit Socialista Unit de Veneçuela (PSUV) de la Regió Capital (Caracas/Dtto. Capital), on va exercir en diverses labors organitzatives i de formació.